# Aires Ali
Aires Bonifácio Baptista Ali (Unango, 6 december 1955) was de premier van Mozambique van 16 januari 2010 tot 8 oktober 2012. 

## Loopbaan
Ali werd geboren in de provincie Niassa in het noorden van Mozambique.  Hij was vanaf 1976 werkzaam als leraar aan de FRELIMO-school in het district Namaacha. In 1977 werd hij directeur van de Francisco Manyanga-school in Maputo. Van 1980-1986 was hij provinciaal directeur voor opvoeding in de provincie Nampula; in 1989 en 1990 was Ali werkzaam als bureauchef van het toenmalige Ministerie voor Opvoeding en Cultuur en van 1991 tot 1992 was hij werkzaam als Nationale Directeur van de School Social Welfare Programma's. Van 1995-2000 bekleedde hij het ambt van gouverneur van de provincie Niassa en aansluitend was hij gouverneur van de provincie Inhambane. 
Ali werd in 2005 benoemd tot Minister van Opvoeding en Cultuur; hij volgde in 2005 de van corruptie verdachte minister Alcido Nguenha op. Op 16 januari 2010 werd hij door president Armando Guebuza benoemd tot minister-president, als opvolger van Luísa Dias Diogo. Ali is al lang bevriend met Guebuza en wordt als diens opvolger beschouwd. Ali werd op 8 oktober 2012 uit het kabinet verwijderd na de herschikking van ambtelijke functies door Guebuza. Alberto Vaquina is zijn huidige plaatsvervanger en de premier van Mozambique. 